# Berg Maigudo
Der Berg Maigudo ist ein Berg in Oromia, Äthiopien. Der Gipfel ist sehr markant und der 62. höchste Berg in Afrika.  Er hat eine Höhe von 3361 m.

## Geschichte
Am 10. Januar 1888 bestieg Jules Borelli den Berg und nannte ihn in seinem Tagebuch May-Goudo.